# Грицики червонуваті
Грицики червонуваті (Capsella rubella) — вид рослин родини капустяні (Brassicaceae). Етимологія: rubella — «червонуватий».

## Морфологія
Має дуже схожий зовнішній вигляд на Capsella bursa-pastoris, але C. rubella має диплоїдний геном, в той час як C. bursa-pastoris — тетраплоїдний. Однорічна рослина висотою 5–30 см, прямостійна. Базальні листки розеткові, черешкові, перисті; найбільш цільні й лінійне вище. Чашолистки зазвичай червонуваті зверху, голі. Пелюстки 1,5–2 мм, трохи довші за чашолистки, білі або з рожевими краями.

## Поширення
Поширений у південній і центральній Європі: Бельгія, Швейцарія, Албанія, Боснія і Герцеговина, Болгарія, Хорватія, Італія, Македонія, Чорногорія, Сербія, Франція, Португалія, Гібралтар, Іспанія; також у Західній Азії: Туреччина.